# Frank D. White

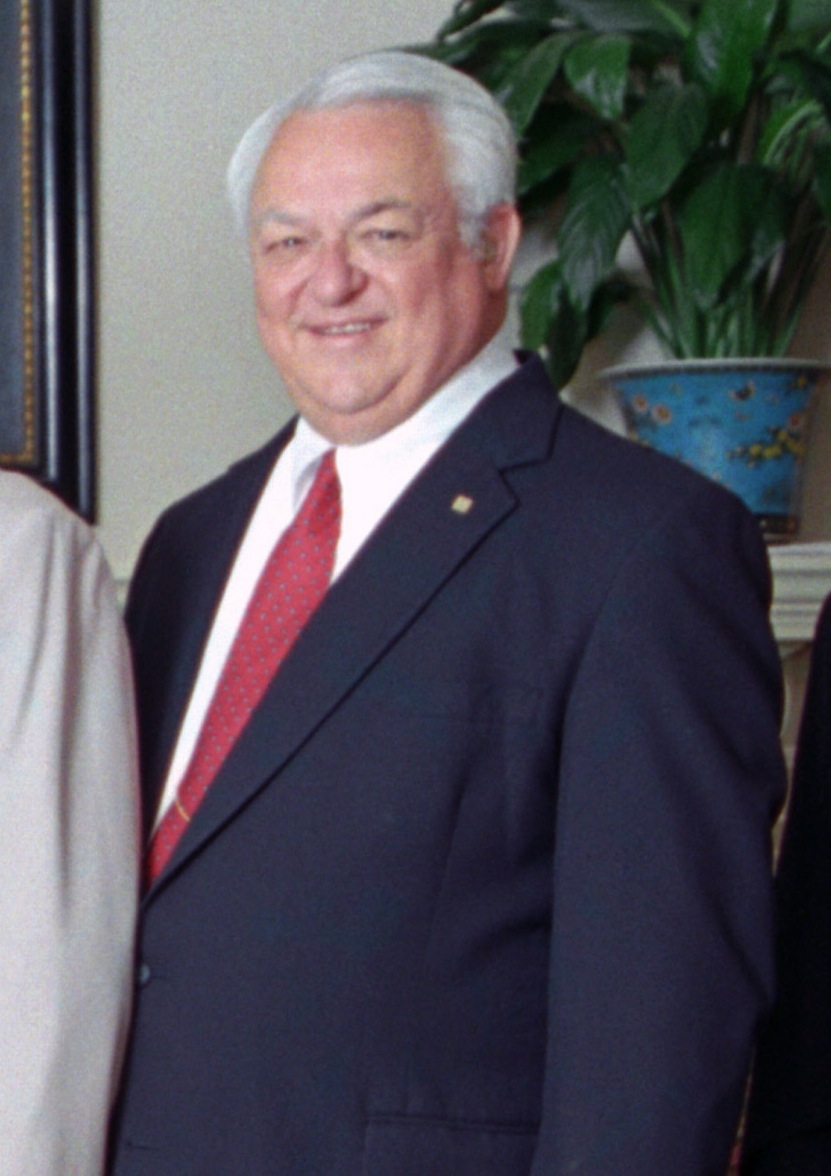
Frank D. White (1995)

Frank Durward White (* 4. Juni 1933 in Texarkana, Texas; † 21. Mai 2003 in Little Rock, Arkansas) war ein US-amerikanischer Politiker. Er gehörte der Republikanischen Partei an und war von 1981 bis 1983 Gouverneur des Bundesstaates Arkansas.

## Frühe Jahre und politischer Aufstieg
Frank White absolvierte das New Mexico Military Institute und wurde 1952 an der US-Marineakademie aufgenommen. Nachdem er im Jahr 1956 dort seinen Abschluss gemacht hatte, wurde er Pilot in der Air Force. Dort absolvierte er über 1800 Flugstunden als Captain (Hauptmann). Nach dem Ende seiner Dienstzeit stieg er 1961 in das Geschäftsleben ein. Zuerst war er im Maklergeschäft und seit 1973 im Bankenwesen tätig. Zwischen 1975 und 1977 war White Leiter der Wirtschaftsentwicklungskommission von Arkansas. Im Jahr 1980 wurde er von seiner Partei als Kandidat für die Gouverneurswahlen nominiert. Es gelang ihm bei den Wahlen, den demokratischen Amtsinhaber Bill Clinton zu schlagen.

## Gouverneur von Arkansas
Frank Whites zweijährige Amtszeit als Gouverneur begann am 19. Januar 1981. White war erheblich konservativer eingestellt als Winthrop Rockefeller, der vor ihm der letzte republikanische Gouverneur von Arkansas gewesen war. Er wollte in den Schulen die biblische Schöpfungsgeschichte in den regulären Lehrplan aufnehmen lassen und sie neben der Evolutionstheorie als Wissenschaft behandelt wissen. Das wurde von einem Bundesgericht abgelehnt. Als er den konservativen Ex-Gouverneur Orval Faubus zum Leiter des skandalträchtigen Veteranenministeriums ernannte, löste das eine innerparteiliche Krise aus. Im Jahr 1982 trat er zur Wiederwahl an. Diesmal unterlag er aber Bill Clinton.

## Weiterer Lebenslauf
Nach dem Ende seiner Amtszeit arbeitete White für eine Investmentfirma in Little Rock und war Vizepräsident der First Commercial Bank. 1986 verlor er bei den Gouverneurswahlen erneut gegen Clinton. Im Jahr 1998 ernannte ihn Gouverneur Mike Huckabee zum Bankenbeauftragten der Regierung von Arkansas. Frank White verstarb am 21. Mai 2003 in Little Rock an einem Herzanfall. Er war zweimal verheiratet und hatte insgesamt drei Kinder.